# Aurélie Claudel
Aurelie Claudel (Saint-Mars-d'Outillé, 7 agosto 1980) è una modella francese.

## Carriera
Discendente della scultrice Camille Claudel, Aurelie viene notata da un agente di moda a Parigi, quando aveva ancora 13 anni, anche se inizierà a lavorare ufficialmente soltanto a 17 anni. la Claudel compare sulle copertine di Cosmopolitan, Vogue (dove nel 2006 è stata fotografata in avanzato stato di gravidanza), Allure, Harper's Bazaar, Elle, Marie Claire e soprattutto sul celebre Sports Illustrated Swimsuit Issue e sui cataloghi Victoria's Secret. Inoltre lavora nelle campagne pubblicitarie di Bloomingdale's, Armani Exchange, Calvin Klein, J. Crew, Nautica, Oscar de la Renta, il profumo ''Very Valentino e Tommy Hilfiger, fra gli altri.
Nel corso della sua carriera ha inoltre sfilato per Gucci, Chanel, Calvin Klein, Ralph Lauren, Nina Ricci, Versace, Balenciaga, Byblos, Cerruti 1881, Chloé, Céline, Christian Lacroix, D&G, DKNY, Dolce & Gabbana, Gianfranco Ferré, Jill Stuart, John Galliano, Marc Jacobs, Mark Eisen, Ralph Lauren e Victoria's Secret. È inoltre apparsa nel video musicale Private Emotion di Ricky Martin e nel 2001 è stata una delle modelle protagoniste del Calendario Pirelli.

## Agenzie di moda
- Group Model Management
- Storm Model Agency
- D Management Group
- Modelwerk
- IMG Models - New York
- MP Management Milan